# Списък на метрополитени
Това е списък на метро системите по света.

## Европа
Австрия
- Виена (1976) – Виенски метрополитен
- Зерфаус (1985) – еднолинеен подземен път

Белгия
- Брюксел (1976) – Брюкселски метрополитен
- Антверпен (1975, така наречено пре-метро (pre-metro), фактически – подземен трамвай)
- Шарлероа (1983, така наречено леко метро (métro lèger), фактически – скоростен, частично подземен трамвай)

България
- София (1998) – Софийско метро
- Варна (2028) – Варненско леко метро (проект)[1]
- Бургас (2027) - Бургаско леко метро (до летището) (проект)

Великобритания
- Лондон (1863) – Лондонски метрополитен
- Глазгоу (1896) – метрополитен на Глазгоу
- Нюкасъл ъпон Тайн, Съндърланд (1980) – метро на Тайн и Уиър

Германия (U-Bahn)
- Берлин (1902) – Берлинско метро
- Билефелд (1991) (щатбан)
- Бохум (1979) (щатбан линия U35, Бохум, Кверенбург – Херне, замък „Щрункеде“ и подземни участъци на трамвая)
- Вупертал (1976) – Вуперталска окачена железница
- Гелзенкирхен (1979) (подземни участъци на трамвая)
- Хамбург (1912) – Хамбургско метро
- Хановер (1975) (щатбан)
- Дортмунд (1983) (щатбан)
- Дюселдорф (1981) (щатбан)
- Кьолн/Бон (1968) (щатбан)
- Мюнхен (1971) – Мюнхенско метро
- Нюрнберг (1972) – Нюрнбергски метрополитен
- Щутгарт (1985) (щатбан)
- Франкфурт на Майн (1968) – Метрополитен Франкфурт-на-Майн
- Херне (1979) (щадтбан, линия U35, Бохум, Кверенбург – Херне, замък „Штрункеде“)
- Есен (щадтбан)

Гърция
- Атина (1904) – Атинско метро
- Солун (2024) – Солунско метро

Дания
- Копенхаген (2002) – Копенхагенски метрополитен

Естония
- Талин (проект метротрамвай)

Ирландия
- Дъблин (проект) – Дъблински метрополитен

Испания
- Мадридско метро (1919)
- Барселонски метрополитен (1924)
- Метрополитен Валенсия (Испания) (1988)
- Метрополитен Билбао (1995)
- Метрополитен Палма де Майорка (2007)
- Севилско метро (2009)

Италия
- Рим (1955) – Римско метро
- Милано (1964) – Миланско метро
- Генуа (1990) – Метро на Генуа
- Неапол (1993) – Неаполитанско метро
- Катания (1999) – метрополитен Катания
- Торино (2006) – Метрополитен Торино
- Болоня (в строеж)
- Бреша (в строеж)

Латвия
- Рига – Рижко метро (2021)

Литва
- Вилнюско метро (проект 2024)

Нидерландия
- Ротердам (1968) – Ротердамски метрополитен
- Амстердам (1977) – Амстердамски метрополитен
- Хага (метротрам)

Норвегия
- Осло (1966) – метрополитен на Осло

Полша
- Варшава (1995) – Варшавско метро

Португалия
- Лисабон (1959) – Лисабонски метрополитен
- Порту (2002) – леко метро

Румъния
- Букурещ (1979) – Букурещко метро

Сърбия
- Белград – Белградско леко метро (проект 2028)

Словакия
- Братислава (2024)

Турция
- Истанбул (1875 – Тунел (зъбчата железница), 1989): Истанбулско метро

Украйна
- Киевски метрополитен (1960)
- Харковски метрополитен (1975)
- Днепровски метрополитен (1995)
- Донецки метрополитен (проектира се)
- Одеско леко метро (проектира се)
- Лвовско леко метро (проектира се)
- Запорожки лек метрополитен (проектира се)
- Ялтинско леко метро (проектира се)
- Криворожки метротрамвай (1986)

Унгария
- Будапеща (1896) – Будапещенски метрополитен

Финландия
- Хелзинки (1982) – Хелзинкско метро

Франция
- Париж (1900) – Парижко метро
- Лион (1978) – Метро на Лион
- Марсилия (1977) – Марсилско метро
- Лил (1983) – Метро на Лил
- Тулуза (1993) – Метро Тулуза
- Рен (2002) – Метро на Рен

Чехия
- Прага (1974) – Пражко метро

Швейцария
- Лозана (1991) – Лозанско метро
- Цюрих

Швеция
- Стокхолм (1950) – Стокхолмско метро

## Общност на независимите държави
Азербайджан
- Бакински метрополитен (1967)

Армения
- Ереванско метро (1981)

Беларус
- Мински метрополитен (1984)

Казахстан
- Алматински метрополитен (1 септември 2011 г.)
- Астанински скоростен трамвай (проектира се)

Киргизстан
- Бишкекско леко метро (планира се)

Молдова
- Кишинев (планира се изцяло наземно метро, съвместимо с ЖП)

Русия
- Московско метро (1935)
- Петербургско метро (1955)
- Нижегородски метрополитен (1985)
- Новосибирски метрополитен (1986)
- Самарско метро (1987)
- Екатеринбургски метрополитен (1991)
- Казански метрополитен (2005)
- Омски метрополитен (проектира се)
- Красноярски метрополитен (проектира се)
- Челябински метрополитен (проектира се)
- Сочинско метро (отменено)
- Ростовско метро (проектира се)
- Уфимско метро (проектира се)
- Пермско метро (проектира се)
- Уляновско метро (проектира се)
- Волгоградски метротрамвай (1984)
- Воронежко метро (проектира се)
- Барнаулско метро (проектира се)

Туркменистан
- Ашхабадски метрополитен (планира се)

Узбекистан
- Ташкентски метрополитен (1977)

## Азия (без ОНД)
Бангладеш
- Дака (проект)

Виетнам
- Ханой (проект)
- Хошимин (проект)

Грузия
- Тбилиски метрополитен (1966)

Израел
- Хайфа „Кармелит“ (1959) (подземна релсова система под планината Кармел, принцип на действие – фуникульорен)
- Тел-Авив – Тел-Авивски метротрамвай (система с подземни участъци и трамваен подвижен състав, в строеж, планирано откриване – 2012)
- Йерусалим (проект)

Индия
- Делхи (2002) – метрополитен Делхи
- Калкута (1984) – Калкутски метрополитен
- Ченаи (Мадрас) (1997) – Ченайски метрополитен
- Мумбай (Бомбай) – (2010)
- Бангалор

Индонезия
- Джакарта (проект)

Иран
- Техеран (1999) – Техеранско метро
- Ахваз – Ахвазски метрополитен (в строеж)
- Исфахан – Исфахански метрополитен (в строеж)
- Кередж – Кереджки метрополитен (в строеж)
- Мешхед – Мешхедски метрополитен (в строеж)
- Тебриз – Тебризски метрополитен (в строеж)
- Шираз – Ширазски метрополитен (в строеж)

Китай
- Хонконг: Хонконгски метро (1979), ЖП Дзюлун - Гуанджоу (1910)
- Гуанджоу (1999): Гуанджоуско метро
- Далян: Далянско метро
- Нанкин (2005): Нанкинско метро
- Пекин (1969): Пекинско метро
- Тиендзин (1980): Тиендзинско метро
- Ухан (2004): Уханско метро
- Чанчун: Чанчунско метро
- Чунцин (2005): Чунцински монорелс
- Шанхай (1995): Шанхайско метро
- Шънджън (2004): Шънджънско метро

Северна Корея
- Пхенян (1973): Пхенянски метрополитен

Малайзия
- Куала-Лумпур(1996): Куала-Лумпурски метрополитен

Монголия
- Уланбаторски метрополитен (планира се)

Обединени арабски емирства
- Дубай (Дубайско леко метро, открито на 9 септември 2009 г.)
- Абу Даби метрополитен на Абу Даби (пусков срок 2015 г.)
- Шарджа Шарджийски метрополитен (пусков срок 2017 г.)

Пакистан
- Лахор (проект)
- Карачи (проект)

Южна Корея
- Сеул (1974): Сеулски метрополитен
- Инчхон (общ със Сеулски метрополитен)
- Пусан (1985): Пусански метрополитен
- Тегу (1997): метрополитен Тегу
- Кванджу (2004): метрополитен Кванджу
- Теджон (2006): Теджонски метрополитен

Сингапур
- Сингапур (1987): Сингапурски метрополитен

Сирия
- Дамаск (проект)

Тайван
- Тайпе (1996): метрополитен на Тайпе
- Гаосюн (2008): Гаосюнски метрополитен

Тайланд
- Бангкок (2004): Метрополитен на Бангкок

Турция
- Анкара (1996): метрополитен Анкара
- Истанбул (2000): Истанбулско метро
- Измир (2000): Измирски метрополитен
- Бурса (2002)
- Адана (2009, леко метро)

Филипини
- Манила (1984): Манилски метрополитен

Япония
- Токио (1927): Токийско метро
- Осака (1933): Осакски метрополитен
- Нагоя (1957): Нагойски метрополитен
- Йокохама (1971): Йокохамски метрополитен
- Сапоро (1971): метрополитен на Сапоро
- Кобе (1977): метрополитен на Кобе
- Киото (1981): Киотски метрополитен
- Фукуока (1981): Фукуокски метрополитен
- Китакюсю (1985): метрополитен на Китакюсю
- Сендай (1987): Сендайски метрополитен
- Хирошима (1994): Хирошимски метрополитен
- Наха (2003): метрополитен на Наха

## Африка
Алжир
- Алжир – Алжирско метро (1 ноември 2011 г.)

Египет
- Кайро (1987) – Каирски метрополитен
- Александрия (в строеж)

Мароко
- Казабланка (проект) – Казабланкски метрополитен
- Рабат (проект) – Рабатски метрополитен

Нигерия
- Лагос (проект) – Лагоски метрополитен

Тунис
- В Тунис от 1981 г. действа система, чието название от френски се превежда като „метрополитен“, но няма нищо общо с метрополитена, лекото метро и даже с метротрамвая. Това е обикновен трамвай.

Република Южна Африка
- Претория (проект в Гаутрейн)

## Америка
Аржентина
- Буенос Айрес (1913) – метрополитен на Буенос Айрес
- Кордова (проект)

Бразилия
- Сао Пауло (1974) – метрополитен на Сао Пауло
- Рио де Жанейро (1981) – метрополитен на Рио де Жанейро
- Бразилия – Метрополитен на Бразилия
- Белу Оризонти – метрополитен на Бело Оризонте (наземно)
- Порту Алегри – метрополитен на Порту Аллегри
- Форталеза – Форталезски метрополитен
- Ресифе – метрополитен Ресифи
- Салвадор – метрополитен на Салвадор

Венецуела
- Каракас – Каракаски метрополитен
- Валенсия – метрополитен на Валенсия

Доминиканска република
- Санто Доминго (2009) – Метрополитен на Санто-Доминго

Канада
- Торонто (1954) – Торонтско Метро
- Монреал (1966) – Монреалско Метро
- Ванкувър(1985) – Ванкувърски метрополитен
- Калгари (1981) – метрополитен на Калгари
- Едмонтон (1978) – Едмонтонски метрополитен
- Отава (2001) – Метрополитен на Отава

Колумбия
- Меделин (начало на строителство 1985, откриване 1996) – Меделински метрополитен

Мексико
- Мексико (1969) – метрополитен на Мексико
- Гуадалахара (1989) – Гуадалахарски метрополитен
- Монтерей (1991) – Монтерейски метрополитен

Перу
- Лима (2003) – Лимски метрополитен
- Арекипа (проект)

САЩ
- Чикаго (1892) – Чикагски метрополитен
- Бостън (1897) – Бостънски метрополитен (също така обслужва Кембридж и други градове)
- Ню Йорк (1904) – Нюйоркско метро, PATH
- Филаделфия (1907) – Филаделфийски метрополитен
- Рочестър (1928; закрито в 1957 г.)
- Нюарк (1935) – леко метро
- Кливланд (1955) – Кливландски метрополитен
- Сан Франциско (1972) – метрополитен Сан Франциско (също така обслужва Оукленд и други градове)
- Вашингтон (1976) – Вашингтонски метрополитен
- Атланта (1979) – метрополитен на Атланта
- Балтимор (1983) – Балтиморски метрополитен
- Маями (1984) – метрополитен Маями (напълно надземен)
- Буфало (1985) – леко метро
- Детройт (1987) – метрополитен на Детройт (напълно надземен)
- Джаксънвил (монорелс, от 1989) – Монорелс на Джаксънвил
- Лос-Анджелес (1990) – метрополитен на Лос-Анджелес
- Сейнт Луис (1993) – метрополитен на Сейнт Луис (също така обслужва Илинойс)
- Солт Лейк Сити (2002)
- Лас Вегас (монорелс, от 2004)
- Сан Хуан (Пуерто Рико) (2005) – метрополитен на Сан-Хуан
- Портланд – метрополитен на Портланд
- Хюстън – LRT
- Калифорния – БАРТ (Район на Санфранцисканския залив)

Уругвай
- Монтевидео (проект)

Чили
- Сантяго де Чиле (1975) – метрополитен Сантяго
- Валпараисо (2005) – Метрополитен Валпараисо

## Австралия и Океания
Австралия
- Мелбърн
- Сидни (1980)